# Những cô gái chân dài
Những cô gái chân dài là phim điện ảnh Việt Nam phát hành ngày 15 tháng 6 năm 2004 của đạo diễn Vũ Ngọc Đãng. Phim do Hãng phim Thiên Ngân sản xuất. Cùng với Gái nhảy, đây là một trong những bộ phim thương mại đầu tiên sau giai đoạn khủng hoảng thập niên 1990 của điện ảnh Việt Nam.

## Nội dung
Bộ phim xoay quanh cuộc sống của nhân vật Thủy, một cô gái từ nông thôn lên thành phố ở cùng chị gái là giáo viên. Tình cờ cô gặp Hoàng, thợ ảnh cho một công ty thời trang. Nhờ Hoàng, Thủy bước chân vào lĩnh vực thời trang. Chị gái của Thủy phản đối nên Thủy bỏ nhà, rồi thuê phòng sống chung cùng hai cô người mẫu khác. Trong sự cạnh tranh khốc liệt của giới người mẫu, Thủy chấp nhận cặp cùng một nhiếp ảnh gia nổi tiếng để trở thành người mẫu.

## Thông tin về bộ phim
Những cô gái chân dài nói về giới người mẫu của Việt Nam. Các diễn viên chính trong phim đều là những người mẫu nổi tiếng Anh Thư, Xuân Lan, Thanh Hằng, Dương Yến Ngọc, Ngọc Nga, Tống Bạch Thủy. Nhà sản xuất bộ phim là hãng Thiên Ngân, một trong những hãng phim tư nhân đi đầu trong giai đoạn này. Bộ phim cũng thể hiện nhiều nét mới so với điện ảnh Việt Nam giai đoạn đó: trang web riêng cho phim, tổ chức một cuộc thi vẽ poster, soundtrack riêng do các ca sĩ Hồ Ngọc Hà, Viết Thanh, Minh Thư thể hiện. Vai nam chính do Minh Anh, một ca sĩ diễn xuất. Ngoài ra đạo diễn Vũ Ngọc Đãng còn mời nhà thiết kế thời trang Trương Thanh Long, nhiếp ảnh gia Hải Đông tham gia phim. Đây cũng được cho là là bộ phim đầu tiên của Việt Nam đề cập đến đề tài đồng tính.
Ngoài thành công về thương mại, Những cô gái chân dài đã đạt giải Bông sen bạc tại Liên hoan phim Việt Nam lần thứ 14 năm 2005. Đây là lần đầu tiên phim của một hãng tư nhân tham gia Liên hoan phim Việt Nam và đã nhận được giải.
Giữa năm 2004, nhà sản xuất phát hành album soundtracks của phim, đây là album nhạc phim đầu tiên của điện ảnh Việt Nam.

## Danh sách diễn viên

### Diễn viên chính
- Minh Anh vai Hoàng
- Anh Thư vai Thủy

### Diễn viên phụ
- Xuân Lan vai Xuân Lan
- Thanh Hằng vai Ngọc Mai
- Dương Yến Ngọc vai Bảo Ngọc
- Tống Bạch Thủy vai Hà
- Ngọc Nga vai Ngọc Nga
- Mai Hoa vai chị của Thủy
- Trương Thanh Long vai Khoa
- Hải Đông vai Đông Hải
- Hiếu Hiền vai quần chúng
- NSND Như Quỳnh vai mẹ của Ngọc
- Văn Tùng vai đạo diễn quảng cáo
- Thanh Thúy vai học sinh
- Như Cầm vai học sinh

## Giải thưởng
| Năm  | Giải thưởng                        | Hạng mục              | (Người) đề cử | Kết quả      | Tham khảo |
| ---- | ---------------------------------- | --------------------- | ------------- | ------------ | --------- |
| 2004 | Giải Mai Vàng                      | Nữ diễn viên điện ảnh | Anh Thư       | Đoạt giải    |           |
| 2005 | Liên hoan phim Việt Nam lần thứ 14 | Phim điện ảnh         | —             | Bông sen bạc |           |

## Tái chiếu
- Chương trình phim tháng 10 năm 2008 Viện Trao đổi Văn hóa với Pháp IDECAF[4]